# Sclarotrardidae
De Sclarotrardidae zijn een familie van uitgestorven weekdieren uit de klasse van de Gastropoda (slakken). Exemplaren van deze familie zijn slechts als fossiel bekend.

## Geslacht
- † Blodgettella Nützel & Erwin, 2004
- † Sclarotrarda Gründel, Keupp & Lang, 2017